# الفيضة (محافظة البكيرية)
الفيضة هو مركزٌ سعوديٌ تابعٌ لمحافظة البكيرية التابعة لمنطقة القصيم، في المملكة العربية السعودية. المركز من الفئة (ب)، ورمزه 1795 حسب دليل الترميز الموحد للمناطق الإدارية بالمملكة العربية السعودية.